# Comptometer

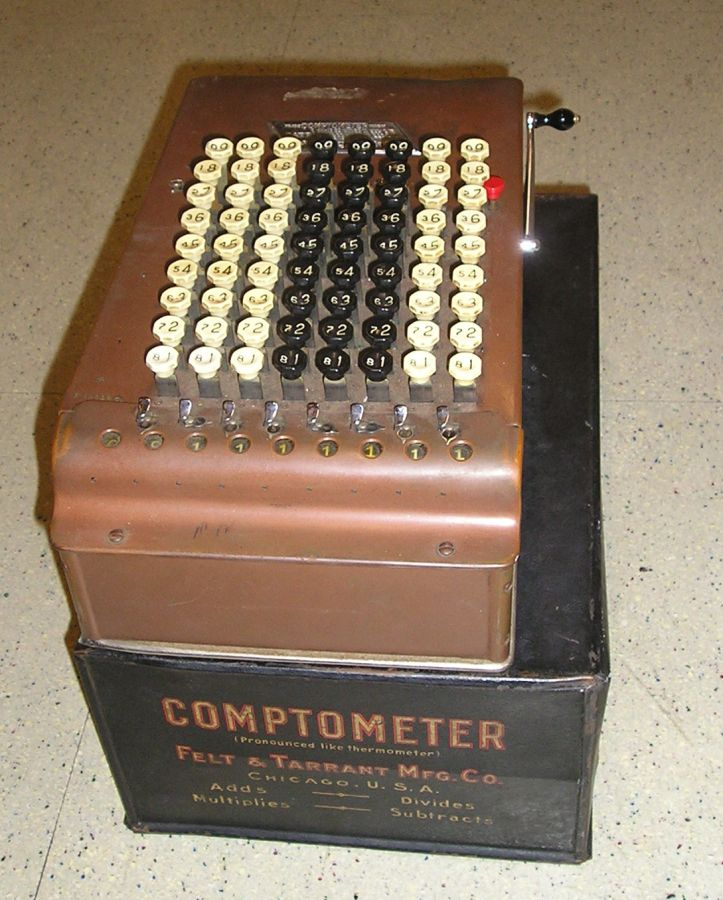
Comptometer-F (1915)

La  Comptometer è un tipo di calcolatrice meccanica (o elettromeccanica) prodotta dal 1887 fin verso il 1970.
La Comptometer fu la prima calcolatrice dotata di tastiera per l'immissione dei dati a essere prodotta industrialmente. In particolare fu la prima addizionatrice a pressione di tasti; ossia, a differenza della maggior parte delle calcolatrici prodotte successivamente, la pressione di un tasto provoca la somma del corrispondente valore nella corretta posizione decimale, senza bisogno di ulteriori operazioni, come l'azionamento di una manovella o la pressione del tasto "=".
Comptometer era un marchio registrato della Felt and Tarrant Manufacturing Company di Chicago (in seguito Comptometer Corporation e poi Victor Comptometer Corporation). Il progetto originale della macchina venne brevettato nel 1887 dallo statunitense Dorr Felt che realizzò il primo prototipo usando una scatola di spaghetti, da cui il nomignolo di Macaroni box dato ai primi modelli in legno. Dal 1904 l'involucro divenne di metallo ramato e il nomignolo venne cambiato in Shoe box.

## Capacità
I tasti erano disposti in colonne, una per ogni posizione decimale. Ognuna aveva nove tasti con le cifre da 1 a 9. Ogni colonna di tasti era un modulo a sé stante. Quindi vennero realizzate Comptometer con capacità diverse o con colonne speciali che le rendevano adatte per calcoli non decimali (ad es. valute e misure inglesi).
Nelle mani di un operatore esperto (comptometrista)  queste macchine erano estremamente rapide nell'eseguire addizioni. Infatti tutte le cifre significative potevano essere immesse simultaneamente, usando entrambe le mani e senza perdere tempo a scrivere gli zeri. Poiché per eseguire delle semplici somme con una calcolatrice la maggior parte del tempo viene persa nell'immissione dei dati, La Comptometer poteva addirittura competere in velocità con una moderna calcolatrice elettronica nell'esecuzione di lunghe serie di addizioni. Di conseguenza in alcune applicazioni, per quanto molto limitate, queste macchine rimasero in uso per circa un secolo, ben oltre l'introduzione delle calcolatrici elettroniche. Inoltre, per la solidità della costruzione e la bontà dei materiali impiegati, le singole macchine restarono spesso in funzione per decine d'anni.
Benché la Comptometer fosse essenzialmente un'addizionatrice, poteva essere usata anche per eseguire moltiplicazioni, sottrazioni e divisioni per complemento (si notino le scritte sul coperchio), seppure in modo abbastanza complesso.
Il difetto maggiore della Comptometer era la mancanza di un dispositivo di stampa che permettesse una rapida verifica dei dati immessi.

## Varianti e imitazioni
La variante storicamente più importante è senz'altro il Comptograph, una delle primissime calcolatrici dotate di un meccanismo di scrittura dei dati. Questa non ebbe il successo che ci si aspettava, probabilmente a causa della difficile convivenza tra il meccanismo di stampa e quello di calcolo a pressione dei tasti. Per un'addizionatrice stampante è più naturale seguire l'approccio utilizzato da Burroughs e che ritroviamo nelle calcolatrici moderne: prima si impostano i dati e poi si aziona una leva o un motore che esegue gli eventuali calcoli e stampa.
Come già accennato, la Comptometer venne prodotta in diversi modelli successivi. Da segnalare il modello K del 1934, con cui inizia la produzione di Comptometer azionate elettricamente.
La Felt and Tarrant produsse anche degli Educator, tastiere ridotte e senza meccanismo di calcolo, per addestrare i comptometristi.
Più in generale, il termine Comptometer divenne quasi un nome generico per indicare tutte le addizionatrici meccaniche a pressione di tasti. Tra queste la più nota e diffusa fu sicuramente la concorrente Burroughs Calculator Class 5 che venne introdotta nel 1912, sfruttando il fatto che il brevetto originale di Felt era scaduto e che la macchina poteva, quindi, essere copiata. Comunque, fin dai primi esemplari, la Burroughs introdusse interessanti miglioramenti tecnici e funzionali.
Nel 1949 alcuni macchinari obsoleti, usati per il vecchio Modello J, furono ceduti alla ACCA di Milano che li utilizzò per produrre le Addicalco.
Dopo il 1961 venne concessa una licenza di produzione all'inglese Sumlock.
La tedesca Torpedo, la Sumlock e la danese Contex introdussero delle versioni "economiche" con solo 5 tasti per colonna. Per sommare cifre superiori a 5, bisognava premere più tasti (6=3+3, ..., 9=5+4=3+3+3). Le Contex avevano una meccanica leggermente diversa e furono prodotte anche da ditte giapponesi (Add-Matic) e cecoslovacche (Nisa C).

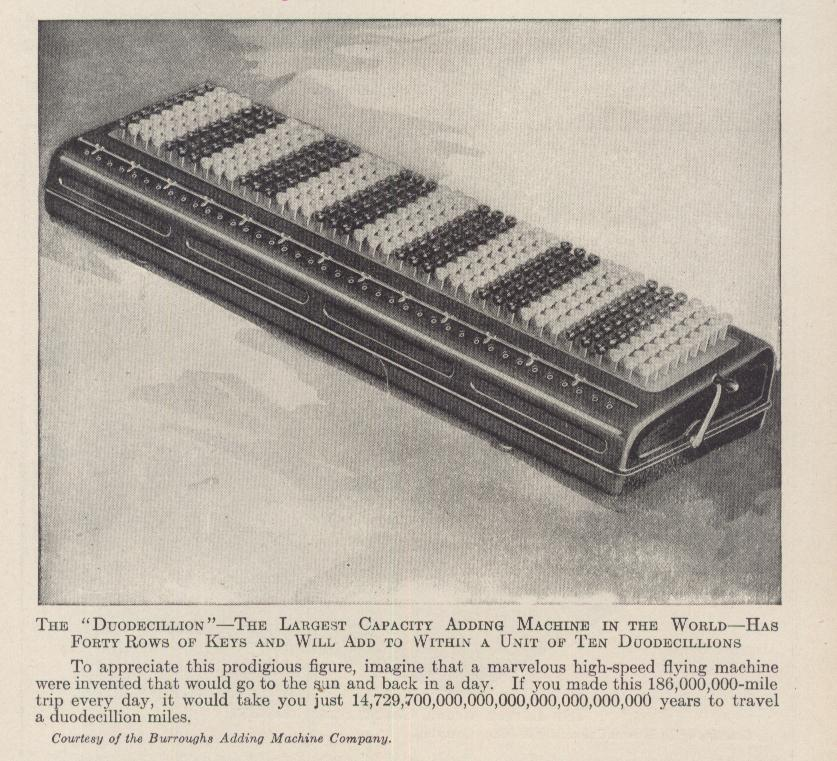
Modello speciale di Burroughs Class 5
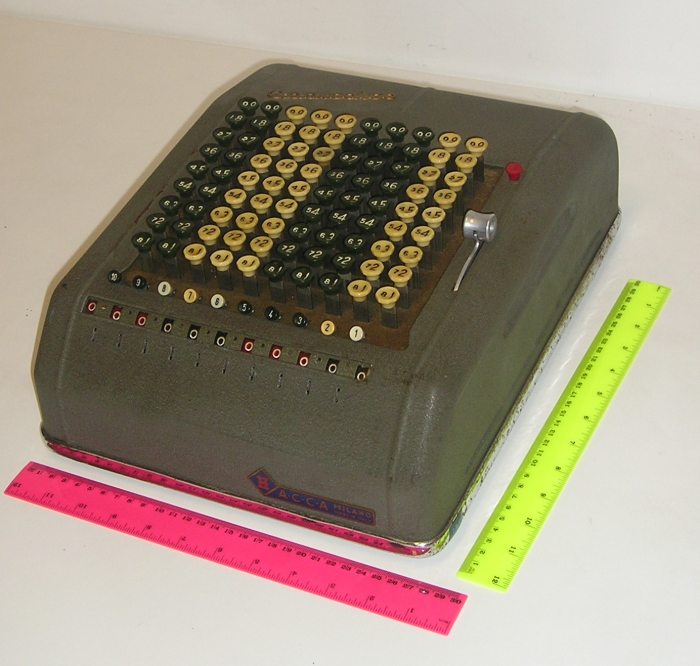
Addicalco
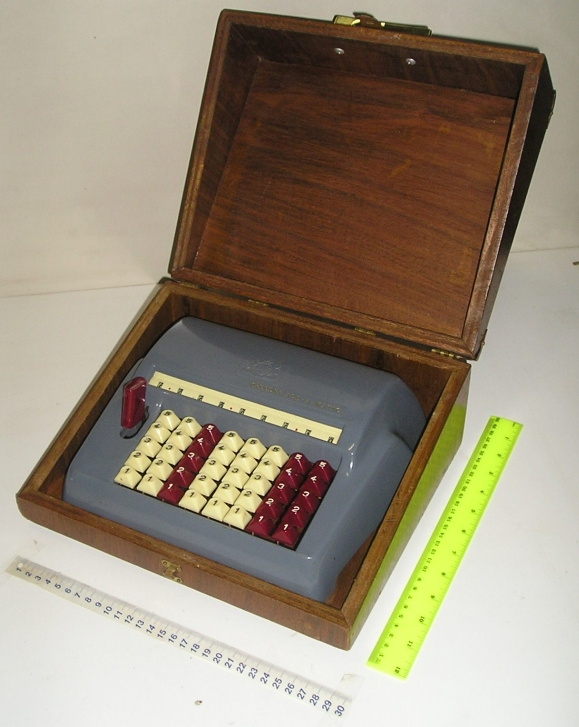
Spedee Add-Matic
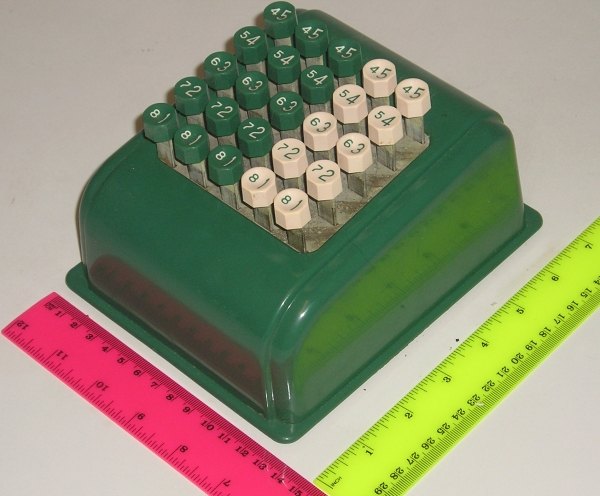
Educator